# بونغراوي جانتاوونغ
بونغراوي جانتاوونغ (مواليد 7 أكتوبر 2000) هو لاعب كرة قدم تايلندي.

## وصلات خارجية
- بونغراوي جانتاوونغ على موقع رابطة كرة القدم اليابانية للمحترفين (اليابانية)
- بونغراوي جانتاوونغ على موقع قاعدة بيانات كرة القدم.إي يو (الإنجليزية)
- بونغراوي جانتاوونغ على موقع Soccerway.com (الإنجليزية)
- بونغراوي جانتاوونغ على موقع عالم كرة القدم.نت (الإنجليزية)